# ووكر (لاعب كرة قدم)
ووكر (بالبرتغالية: Walker Américo Frônio‏) هو لاعب كرة قدم برازيلي في مركز الوسط، ولد في 15 فبراير 1982 في أمريكانا في البرازيل. لعب مع أتلتيكو مينيرو وأياكس أمستردام وبيرسخوت إيه سي وسانتو أندريه وشباب أياكس ونادي بوتافوغو اس بي ونادي جوفنتودي ونادي كورينثيانز ونادي ناوتيكو.